# Vlag van oblast Rjazan
De vlag van oblast Rjazan is in gebruik sinds 2 juni 2000. De vlag heeft drie horizontale banen van wit, geel en rood in de verhouding 1:2:1. In het midden van de gele baan staat een afbeelding van een prins uit het wapen van de oblast. In het midden van de gele baan staat een afbeelding van een prins uit het wapen van de oblast. De gewapende prins vertegenwoordigt de rol van de regio in de verdediging van Rusland. Het wit op de vlag doet denken aan een oud embleem van de regio, een wit paard. Het geel is afkomstig van de standaarden van de regimenten uit de regio die al tijdens het bewind van Peter I werden gebruikt als de militaire linten van die regimenten.